# España en los Juegos Olímpicos de Amberes 1920
España estuvo representada en los Juegos Olímpicos de Amberes 1920 por una delegación de 59 deportistas (todos hombres) que participaron en 6 deportes. El portador de la bandera en la ceremonia de apertura fue el futbolista Mariano Arrate.
Responsable del equipo olímpico fue el Comité Olímpico Español (COE), así como las federaciones deportivas nacionales de cada deporte con participación.

## Medallas
El equipo olímpico español consiguió durante los Juegos las siguientes medallas:
| Nombre | Deporte | Competición      | Fecha           |
| ------ | ------- | ---------------- | --------------- |
| Oro    |         |                  |                 |
| —      |         |                  |                 |
| Plata  |         |                  |                 |
| Equipo | Fútbol  | Torneo masculino | 5 de septiembre |
| Equipo | Polo    | Torneo masculino | 2 de agosto     |
| Bronce |         |                  |                 |
| —      |         |                  |                 |

### Por deporte
| Evento | Oro | Plata | Bronce | Total |
| ------ | --- | ----- | ------ | ----- |
| Fútbol | 0   | 1     | 0      | 1     |
| Polo*  | 0   | 1     | 0      | 1     |
| TOTAL  | 0   | 2     | 0      | 2     |

- (*) – Deporte que ya no forma parte del programa olímpico actual.

## Diplomas olímpicos
Si bien los diplomas olímpicos se entregaron por primera vez en los Juegos Olímpicos de Londres 1948 a los atletas clasificados hasta el sexto puesto, a continuación se enumeran los que alcanzaron uno de estos seis puestos en estos Juegos. En total se consiguieron 2 diplomas olímpicos en diversos deportes, de estos 1 correspondió a diploma de quinto y 1 de sexto.
| Nombre                                                                                                   | Deporte | Competición                              | Fecha        |
| --- | ------- | ---------------------------------------- | ------------ |
| 4.° |         |                                          |              |
| — |         |                                          |              |
| 5.° |         |                                          |              |
| Manuel Alonso                                                                                            | Tenis   | Masculino individual                     | 20 de agosto |
| 6.° |         |                                          |              |
| José Benito López Antonio Bonilla Sanmartín Luis Calvet Sandoz José María Miró Antonio Vázquez de Aldana | Tiro    | Pistola rápida de fuego 30 m por equipos | 3 de agosto  |

## Participantes por deporte
De los 19 deportes (22 disciplinas) reconocidos por el COI en los Juegos Olímpicos de verano, se contó con representación española en 6 deportes (7 disciplinas). 
| N.º | Deporte            | H  | M | T  |
| 1   | Atletismo          | 14 | – | 14 |
| 2   | Boxeo              | 0  | – | 0  |
| 3   | Ciclismo en ruta   | 0  | – | 0  |
| 3   | Ciclismo en pista  | 0  | – | 0  |
| 4   | Esgrima            | 0  | – | 0  |
| 5   | Fútbol             | 19 | – | 19 |
| 6   | Gimnasia artística | 0  | – | 0  |
| 7   | Halterofilia       | 0  | – | 0  |
| 8   | Hípica             | 0  | 0 | 0  |
| 9   | Hockey             | 0  | – | 0  |
| 10  | Lucha              | 0  | – | 0  |
| 11  | Natación           | 2  | 0 | 2  |
| 11  | Saltos             | 0  | 0 | 0  |
| 11  | Waterpolo          | 8  | – | 8  |
| 12  | Pentatlón moderno  | 0  | – | 0  |
| 13  | Polo               | 5  | – | 5  |
| 14  | Remo               | 0  | – | 0  |
| 15  | Rugby              | 0  | – | 0  |
| 16  | Tenis              | 4  | 0 | 4  |
| 17  | Tira y afloja      | 0  | – | 0  |
| 18  | Tiro               | 7  | – | 7  |
| 19  | Vela               | 0  | 0 | 0  |
|     | TOTAL              | 59 | 0 | 59 |

- Datos extraídos de la base de datos de la pág. web SR/Olympic Sports (la pág. del COE no da información precisa); se cuenta solo el número de deportistas que participaron en sus respectrivas pruebas y no los que estaban inscritos pero no compitieron, a excepción de los deportes de equipo, fútbol, polo y waterpolo, en los que se muestra el número de integrantes de cada equipo.[1]